# Monk's Music
Monk's Music ('Музиката на Монк') е албум от 1957 г. на джаз групата на Телониъс Монк. Той е записан в Ню Йорк на 26 юни 1957 г. Първата песен, Abide With Me, е по начало химн от У. Х. Монк, и представлява сурова версия, изпълнена от духовата секция на септета. Ruby, My Dear е изпълнена единствено от Монк, Колман Хокинс, Уилбър Уер и Арт Блейки. Към групата на Монк се присъединява Джон Колтрейн, който преди това свири в квинтета на Майлс Дейвис, и в парчето Well, You Needn't може да се чуе как Монк призовава оживено Колтрейн да изсвири първото духово соло (макар името на Колтрейн да не се появява на предната корица). Всички композиции са оригинално дело на Телониъс Монк, макар някои да са присъствали на предишни албуми на Монк. Албумът е преиздаден от Ориджинъл Джаз Класикс на 1 юли 1991 г.
Двата микса на албума (стерео и моно) са забележителни с това, че използват различни конфигурации на микрофоните, които обаче записват едни и същи изпълнения. В стерео микса микрофоните са на по-голямо разстояние от бенда, и по тази причина звукът е качествено различен от този на моно микса.